# Hồng Thuận
Hồng Thuận là một xã thuộc huyện Giao Thủy, tỉnh Nam Định, Việt Nam.
Xã Hồng Thuận có diện tích 14,62 km², dân số năm 1999 là 14010 người, mật độ dân số đạt 958 người/km².
Xã Hồng Thuận có 2 đình, 1 đền và 1 chùa, trong đó có đền và chùa Hà Cát được công nhận là Di tích lịch sử - văn hóa cấp quốc gia.
Với nguồn đất đai và phù sa màu mỡ, nhân lực dồi dào, nhân dân cần cù, chịu khó, ngày nay xã Hồng Thuận đã và đang huy động mọi nguồn lực trong phát triển kinh tế - xã hội, đảm bảo an ninh- quốc phòng. Năm 2011, năng suất lúa đạt 125 tạ/ha, tổng sản lượng lương thực đạt 9000 tấn, bình quân lương thực đạt 615 kg/người.
Xã có 3 trường và cơ sở y tế đạt chuẩn quốc gia.